# باشگاه فوتبال رانونگ
باشگاه فوتبال رانونگ (به تایلندی: สโมสรฟุตบอลจังหวัดระนอง‌) یک باشگاه فوتبال واقع در رانونگ در کشور تایلند می‌باشد که در لیگ دسته دوم منطقه‌ای فوتبال تایلند بازی می‌کند.
این باشگاه در سال ۲۰۱۰ میلادی بنیان‌گذاری شده است.